# Joan Maria Roig Claret
Joan Maria Roig Claret (Barcelona 1934) fou navegant de les classes Snipe, Vaurien, Dragó i Creuer, va presidir durant vint-i-dos anys la Federació Catalana de Vela.
Va entrar a la Federació Catalana de Vela durant la presidència de Miquel Company, a qui va substituir el 1971, quan aquest va marxar a la Federació Espanyola, i després de sortir guanyador en diversos processos electorals s'hi va mantenir fins al 1993, quan va optar a presidir la federació estatal. Es va iniciar en l'esquí nàutic en el Reial Club Nàutic de Barcelona i després es va passar a la vela, esport en el qual va ser campió de Catalunya i d'Espanya i va arribar a participar en el Campionat del Món de Vaurien que el 1968 es va celebrar a Vilassar de Mar. Com a directiu, va ser secretari de la classe Optimist abans d'arribar a la presidència de la Federació Catalana de Vela, i posteriorment també va ser president de l'Associació Espanyola d'aquesta classe i del Comitè Nacional de Vela Lleugera de la Federació Espanyola. El 1985 va ser elegit com a millor dirigent de federació per l'Associació Catalana de Dirigents Esportius, va crear també l'Escola Catalana de Vela i va ser un home clau en la decisió que la competició de vela dels Jocs Olímpics de 1992 es fes a Barcelona i no a Palma, com inicialment estava previst en el projecte. Rebé la medalla de Forjador de la història esportiva de Catalunya de l'any 2003.